# 崔明勳
崔明勲（최명훈，1975年5月12日—），生於首爾市，韓国棋院围棋棋士。1991年初段，2004年九段。
1996年第1屆、1997年第2屆LG盃世界棋王戰四强。1998年第3届巴克斯杯韩国围棋天元战亚军。1999年战胜邱峻、聂卫平、王立诚和常昊，获第1屆春兰杯世界围棋锦标赛季軍。2000年第5届LG精油杯冠军。2001年战胜王铭琬、王立诚、赵治勋和周俊勋，获第14屆富士通杯亚军。